# Die alte Enterprise
Die alte Enterprise ist eine Episode aus der dritten Staffel der US-amerikanischen Science-Fiction-Fernsehserie Raumschiff Enterprise – Das nächste Jahrhundert. Sie wurde in den Vereinigten Staaten im Februar 1990 und in Deutschland im Oktober 1992 erstausgestrahlt. Sie thematisiert Zeitreisen und gehört zu den populärsten Star-Trek-Episoden.

## Handlung
Die Enterprise-D untersucht gerade eine Anomalie im All, als daraus plötzlich die Enterprise-C erscheint, ihr Vorgängermodell. Im selben Moment wird die Enterprise-D in eine andere Zeitlinie versetzt, ohne dass der Besatzung dies auffällt – mit Ausnahme Guinans, die die ganze Situation als merkwürdig beurteilt. Die Enterprise-C, die vor 22 Jahren verschwand, ist schwer beschädigt, große Teile der Crew sind tot oder verletzt. Die Verletzten werden an Bord der Enterprise-D behandelt, darunter auch die Kommandantin, Captain Garrett. Von ihr erfährt unter anderem Picard, dass die Enterprise-C durch angreifende romulanische Raumschiffe unter schweren Beschuss geriet und dadurch den klingonischen Außenposten auf dem Planeten Narendra III nicht verteidigen konnte. Während des Kampfes gegen die Romulaner wurde das Schiff in die Anomalie gezogen. Dadurch, dass die Enterprise-C den klingonischen Außenposten nicht verteidigen konnte, entwickelte sich ein Krieg der Klingonen gegen die Föderation, der in diesem Zeitstrahl bereits 40 Millionen Todesopfer forderte und die Föderation schon so weit geschwächt hat, dass ihre baldige Kapitulation bevorsteht. Guinan ist davon überzeugt, dass diese Zeitlinie nicht fortgesetzt werden darf und die Enterprise-C zu diesem Zweck durch die Anomalie in die Vergangenheit und in den Kampf gegen die Romulaner zurückkehren muss, in dem sie mit hoher Sicherheit zerstört werden wird. Nach einigem Zögern willigt Picard ein, Guinans Vorschlag umzusetzen.
In der geänderten Zeitlinie gehört auch Tasha Yar zur Schiffsbesatzung der Enterprise-D. Als sie den ersten Offizier der Enterprise-C, Lt. Castillo, näher kennenlernt, bemerkt Guinan, dass auch Yars Anwesenheit in dieser Zeitlinie nicht stimmen kann. Dies begründend, teilt Guinan Yar kurz darauf mit, dass Yar in der normalen Zeitlinie einen sinnlosen Tod gestorben ist. Nachdem Garrett beim plötzlichen Angriff eines klingonischen Schiffes zu Tode gekommen ist, übernimmt Castillo das Kommando. Zudem lässt sich Yar auf eigene Bitte hin auf die Enterprise-C versetzen, um mit ihrer taktischen Erfahrung beim Verteidigen von Narendra III helfen und so den Krieg gegen die Klingonen mit verhindern zu können. Während die Enterprise-D, durch angreifende Klingonenschiffe der Zerstörung nahe, die Enterprise-C sicher zurückkehren lässt, stellt sich wieder der normale Geschichtsverlauf ein und nur Guinan behält ihre Erinnerungen an die Ereignisse.

## Produktion
Die erste Fassung des Drehbuches sollte die C-Enterprise in die Zukunft transportieren, ohne die Gegenwart zu verändern. Captain Garrett hieß in dieser Variante „Richard“ und war ein Mann. Weitere Fassungen waren Vulkanier, die auf einem Planeten, der „Wächter der Ewigkeit“ hieß, die Geschichte ändern sollten. Der Begründer der – auf Logik basierenden – vulkanischen Kultur, Surak, stirbt durch den Eingriff, was die Vulkanier zu einer mit den Romulanern verbündeten, kriegerischen Spezies werden lässt, welche die Klingonen vernichtet hat und nicht Teil der Föderation ist. Sarek sollte als Spion gefangen genommen und von Picard in die Vergangenheit geschickt werden, um Suraks Platz einzunehmen. Die endgültige Fassung von Yesterday's Enterprise war eine Kombination aller vorhergehenden Fassungen. Die Episode hatte eine sehr knappe Drehzeit. In der letzten Szene wird Geordi deshalb irrtümlicherweise noch mit der Uniform der alternativen Realität dargestellt, da diese Szene eigentlich für die Mitte der Episode gedreht worden war.

## Rezeption
Die alte Enterprise gilt unter Fans und Kritikern gleichermaßen als eine der besten Folgen sowohl der Serie Raumschiff Enterprise – Das nächste Jahrhundert als auch des gesamten Star-Trek-Franchises. Mit 9,2 von 10 möglichen Punkten (Stand 2019) ist sie die in der Internet Movie Database am viertbesten bewertete Folge von Raumschiff Enterprise – Das nächste Jahrhundert. Bei den restlichen Serien wurden nur zwei Folgen von Star Trek: Deep Space Nine und eine Folge von Raumschiff Enterprise besser sowie eine weitere Folge von Raumschiff Enterprise gleich stark bewertet.
Das US-Filmmagazin Cinefantastique bewertete die Episode 1990 als eine von nur zwei Episoden der dritten Staffel mit vier von vier möglichen Sternen und lobte sie als brillant und als eines der besten Zeitreise-Abenteuer unter Fernsehserien. Carsons Regie sei stilvoll und Unheil verkündend, das Alternativuniversum werde als ein anschaulicher Gegensatz zur hellen und einladenden Enterprise dargestellt.
Bei den Primetime Emmy Awards 1990 wurde die Episode für die beste Musikkomposition, den besten Tonschnitt und die beste Tonmischung nominiert, nur in letzterer Kategorie gab es eine Prämierung (siehe auch: Liste der Auszeichnungen und Nominierungen der Star-Trek-Fernsehserien).
Die Zeitschrift Entertainment Weekly führte Die alte Enterprise 2007 in einer Liste der zehn besten Folgen von Raumschiff Enterprise – Das nächste Jahrhundert auf Platz 1.
Terry J. Erdmann und Paula M. Block listen Die alte Enterprise in ihrem 2008 erschienenen Referenzwerk Star Trek 101 als eine der zehn wichtigsten Folgen der Serie Raumschiff Enterprise – Das nächste Jahrhundert auf.
Keith DeCandido bewertete Die alte Enterprise 2012 auf tor.com als eine herausragende Folge von Raumschiff Enterprise – Das nächste Jahrhundert. Positiv hob er unter anderem hervor, dass in der alternativen Realität auch die Charakterzüge der vertrauten Hauptfiguren verändert wurden. Picard sei deutlich härter und sein Verhältnis zu Riker viel stärker von Konflikten geprägt. DeCandido mochte außerdem die Figur der Rachel Garrett und es gefiel ihm, dass die Folge einen interessanten Einblick in die Zeit zwischen Raumschiff Enterprise – Das nächste Jahrhundert und der Vorgängerserie Raumschiff Enterprise bietet. Die Rückkehr von Denise Crosby als Tasha Yar fand er hingegen nicht geglückt. Es sei deutlich zu spüren, dass die Produzenten mit ihrem Tod in der Folge Die schwarze Seele unzufrieden waren und ihr nachträglich einen würdigeren Abschied bereiten wollen. Das Ergebnis sei aber letztlich zu klischeebeladen und Crosbys Schauspielleistung sei leider nur Mittelmaß.
Scott Thill bewertete Die alte Enterprise 2012 auf wired.com als eine der besten Folgen von Raumschiff Enterprise – Das nächste Jahrhundert.
Scott Collura und Jesse Schedeen führten Die alte Enterprise 2013 auf ign.com in einer Liste der 25 besten bis dahin ausgestrahlten Star-Trek-Folgen auf Platz 4.
Charlie Jane Anders führte Die alte Enterprise 2014 auf gizmodo.com in einer Liste der 100 besten bis dahin ausgestrahlten Star-Trek-Folgen auf Platz 19.
Ed Gross listete Die alte Enterprise 2016 auf empireonline.com in einer Aufstellung der 50 besten bis dahin ausgestrahlten Star-Trek-Folgen auf Platz 3.
2016 wurde Die alte Enterprise in einer Umfrage unter Fans auf einer Star-Trek-Convention in Las Vegas zur fünftbesten Star-Trek-Folge gewählt.
Aaron Couch und Graeme McMillan	erstellten 2016 anlässlich des 50-jährigen Jubiläums von Star Trek in Zusammenarbeit mit verschiedenen Beteiligten aus dem Franchise für den Hollywood Reporter eine Liste der 100 besten bis dahin ausgestrahlten Folgen. Die alte Enterprise wurde hierbei auf Platz 6 gewählt.
Anlässlich des 50-jährigen Star-Trek-Jubiläums erstellte Daniel W. Drezner für die Washington Post eine Liste der zehn besten Star-Trek-Folgen. Die alte Enterprise führte er darin auf Platz 6.
Aaron Couch und Graeme McMillan erstellten 2016 für den Hollywood Reporter eine Liste der 25 besten Folgen von Raumschiff Enterprise – Das nächste Jahrhundert. Die alte Enterprise landete dabei auf Platz 3.
Lisa Granshaw erstellte 2016 für syfy.com eine Liste der 15 besten Star-Trek-Zeitreisegeschichten. Die alte Enterprise landete dabei auf Platz 1.
Nigel Mitchell führte Die alte Enterprise 2017 auf thoughtco.com in einer Liste der zehn besten Folgen von Raumschiff Enterprise – Das nächste Jahrhundert auf Platz 7.
Eric Diaz erstellte 2017 für nerdist.com eine Liste der 11 besten Folgen von Raumschiff Enterprise – Das nächste Jahrhundert. Die alte Enterprise landete dabei auf Platz 4.
Patrick Cooley führte Die alte Enterprise 2017 auf cleveland.com in einer Liste der 25 besten bis dahin ausgestrahlten Star-Trek-Folgen auf Platz 4.
Sven Harvey zählte Die alte Enterprise 2017 auf der Website Den of Geek als eine der 25 besten Folgen der Serie Raumschiff Enterprise – Das nächste Jahrhundert.
Michael Weyer listete Die alte Enterprise 2018 auf cbr.com in einem Ranking der 20 besten Star-Trek-Zeitreisefolgen auf Platz 2.
Joseph Walter führte Die alte Enterprise 2019 auf screenrant.com in einer Liste der 10 besten Folgen von Raumschiff Enterprise – Das nächste Jahrhundert auf Platz 7.
Mike Bloom zählte Die alte Enterprise 2019 auf der Website hollywoodreporter.com als eine der 25 besten Folgen von Raumschiff Enterprise – Das nächste Jahrhundert.
Eric Diaz listete Die alte Enterprise 2019 auf nerdist.com in einem Ranking der zehn besten Star-Trek-Zeitreisefolgen auf Platz 2.
Jeremy Lacey erstellte 2021 für cinemablend.com eine Liste der 20 besten Folgen von Raumschiff Enterprise – Das nächste Jahrhundert. Die alte Enterprise landete dabei auf Platz 5.
Stephanie Roehler erstellte 2021 für screenrant.com eine Liste der 20 besten Folgen von Raumschiff Enterprise – Das nächste Jahrhundert. Die alte Enterprise landete dabei auf Platz 4.
Anthony Vieira führte Die alte Enterprise 2021 auf der Website collider.com in einer Liste der 25 besten Folgen von Raumschiff Enterprise – Das nächste Jahrhundert auf Platz 18.
Lauren Perry führte Die alte Enterprise 2022 auf der Website movieweb.com in einer Liste der zehn besten Folgen von Raumschiff Enterprise – Das nächste Jahrhundert auf Platz 6.